# Living Dub Vol.1
Living Dub Vol. 1 è un album di Burning Spear, pubblicato dalla Island Records nel 1979. Il disco è la versione in chiave dub dell'album Marcus' Children (o Social Living) del 1978.

## Tracce
Lato A
1. Children of Today (Winston Rodney)
2. Present (Winston Rodney)
3. Associate (Winston Rodney)
4. Jah Boto (Winston Rodney)

Lato B
1. In Those Days (Winston Rodney)
2. Iry Niya Keith (Winston Rodney)
3. Help Us (Winston Rodney)
4. Musiya (Winston Rodney)
5. All Over[1] (Winston Rodney)

Edizione CD del 1993, pubblicato dalla Heartbeat Records (CD HB 131)
1. Children of Today – 5:00 (Winston Rodney)
2. Present – 3:54 (Winston Rodney)
3. Associate – 3:50 (Winston Rodney)
4. Jah Boto – 3:35 (Winston Rodney)
5. In Those Days – 3:50 (Winston Rodney)
6. Run Come Dub – 3:54 (Winston Rodney)
7. Help Us – 3:48 (Winston Rodney)
8. Musiya – 3:42 (Winston Rodney)
9. All Over – 3:50 (Winston Rodney)
10. Hill Street Dub – 3:08 (Winston Rodney)

## Musicisti
- Winston Rodney - voce, percussioni, congas, arrangiamenti
- Earl Chinna Smith - chitarra
- Donald Griffiths - chitarra
- Brinsley Forde - chitarra
- Bertram Ranchie McLean - chitarra
- David Kingsley - chitarra
- Earl H Lindo - tastiere
- Bernard Touter Harvey - tastiere
- Ibo Cooper - tastiere
- Courtney Hemmings - tastiere
- Bobby Ellis - tromba
- Herman Marquis - sassofono
- Richard Dirty Harry Hall - sassofono
- Rico Dickage - strumenti a fiato
- Vin Gordon - trombone
- Robbie Shakespeare - basso
- Aston Barrett - basso
- George Oban - basso
- Sly Dunbar - batteria
- Leroy Horsemouth Wallace - batteria
- Angus Gaye - batteria
- Uziah Sticky Thompson - percussioni[1]
- Barry O'Hare - ingegnere del mixaggio
- Nelson Miller - ingegnere del mixaggio
- Benji Ambrister - ingegnere
- Karl Pitterson - ingegnere
- Sylvan Morris - ingegnere[3]